# Zavetišče pod Špičkom
Zavetišče pod Špičkom (2064 m) je manjša planinska postojanka, ki stoji ob robu melišča nad dolino Zadnje Trente, pod grebenom Pelcev in masivom Jalovca. Nekdanja italijanska postojanka je bila preurejena v planinsko 6. avgusta 1950. Novo zavetišče je bilo postavljeno na temelju starega 3. julija 1983. Upravlja ga PD Jesenice.

## Dostopi
- 5h: iz Bavšice (Bovec)
- 6-7h: od Doma v Tamarju (1108 m), čez Jalovško škrbino
- 4h: od Koče pri izviru Soče (886 m)
- 4h: od Tičarjevega doma na Vršiču (1620 m), po transverzali
- 4½: s Koritniške planine (ca. 1000 m)

## Vzponi na vrhove
- 2½h: Jalovec (2645 m)
- 1½h: Mali Ozebnik (2324 m)
- 1½h: Veliki Ozebnik (2480 m)